# Диякович, Слободан
Слободан Диякович (хорв. Slobodan Dijaković; род. 7 июня 1947, Сплит) — югославский пловец. Участник летних Олимпийских игр 1964 года.

## Биография
Слободан Диякович родился 7 июля 1947 года в югославском городе Сплит (сейчас в Хорватии).
Выступал в соревнованиях по плаванию за «Морнар» из Сплита, в 1961—1968 годах представлял клуб на летних и зимних чемпионатах Югославии на дистанциях от 100 до 1500 метров вольным стилем и в эстафетах.
В 1963 году участвовал в Средиземноморских играх в Неаполе в плавании на 400 и 1500 метров вольным стилем, но не смог выйти в финал.
В 1964 году вошёл в состав сборной Югославии на летних Олимпийских играх в Токио. Выступал в двух видах плавательной программы. На дистанции 400 метров вольным стилем занял 40-е место, показав результат 4 минуты 41,0 секунды и уступив 19,9 секунды худшему из попавших в финал Цуёси Яманаке из Японии. На дистанции 1500 метров вольным стилем занял 25-е место, показав результат 18.31,2 и уступив 57,7 секунды худшему из попавших в финал Йожефу Катоне из Венгрии.